# 河内厚郎
河内 厚郎（かわうち あつろう、1952年10月- ）は、日本の文化プロデューサー。演劇評論家、コラムニスト、書評家。

## 経歴
兵庫県西宮市生まれ。甲陽学院高等学校、一橋大学法学部卒業（西洋法制史専攻、勝田有恒ゼミ）卒。
舞台芸術学院（夜間）卒。
多数の文化イベントのプロデュースを手がけるほか、行政、マスコミ、経済団体等でさまざまな公職を務める。
夙川学院短期大学教授（2001〜2012）、神戸夙川学院大学教授（2012～2015）。追手門学院大学客員教授（～2016）。大阪樟蔭女子大学客員教授（2010年10月1日～2016年3月末）。
『演劇界』の歌舞伎劇評公募で最終候補に残り（1982）演劇評論家として執筆業に入る。
1987年から「関西文學」編集長を二期15年つとめる。1991年、大阪市内に個人事務所を開設。
1992年、文化プロデューサーとして大阪市から「咲くやこの花賞」を受ける。
NHK番組審議員、NHKラジオセンター21世紀プロジェクト委員、デジタルラジオ番組審議委員、毎日新聞紙面審議員、季刊誌「SOFT」（大阪都市協会発行）編集委員、「関西・歌舞伎を愛する会」代表世話人（平成17年～令和4年）、「上方落語新進コンクール」審査員（平成6年～平成31年）、堺市文化芸術審議会委員、関西経済同友会幹事、和文化教育学会理事、文化庁芸術祭審査員、大阪市文楽事業有識者会議委員長、関西観光・文化振興計画検討委員会委員、神戸文学賞・関西文学賞・つかしん童話コンクールの選考委員、地域計画建築研究所（アルパック）顧問、大阪文学学校講師などを歴任。
現在、時事通信の書評を担当。阪急文化財団理事。「はびきの市民大学」学長。ラジオ大阪(OBC)番組審議員（副委員長）。井植文化賞選考委員。兵庫県文化賞審査員。「宝塚ブランドにかかる懇話会」副委員長、KCAシャンソンコンクール審査委員長。広告電通賞選考委員。大阪文化賞推薦委員。朝日賞推薦人。紫式部文学賞推薦人。（財）兵庫県芸術文化協会理事。兵庫県芸術文化センター・特別参与。兵庫県自治学会評議員。人形浄瑠璃街道連絡協議会顧問。西宮市文化振興財団評議員。宝塚市文化振興財団理事。宝塚学検定委員。丹波の森公苑運営委員。日本センチュリー交響楽団評議員。「宝塚映画祭」実行委員長。「関西広域連合」　関西観光・文化振興計画検討委員会委員　はなやか関西・文化戦略会議委員。「平和共栄の街、神戸・北野・山本地区の世界文化遺産登録をめざす会」代表。茨木伝統芸能フェスティバル代表。道頓堀ミュージアム並木座・名誉館長。
阪神ゆかりの芸能者（太夫）百人を百年かけて顕彰していく「百太夫広場」の構想を打ち出す（百太夫は傀儡師がまつる神で、人形芝居など芸能の祖神ともいうべき存在）。
21世紀にふさわしい「ものがたり街道～三十三所　巡礼」「ものがたり街道II～こころの道行二十番」を制定する。
過去に所属した自治体の委員会　大阪市・京都市・兵庫県・尼崎市・宝塚市・西宮市・芦屋市・姫路市・堺市など
文化プロデュース
　70年代後半　東京・下北沢でポピュラー音楽のコンサートを展開
　85年　「上方の古典に親しむ会」を結成
　86年　日本染織文化発祥の地、染殿池（西宮市）で、林家染丸一門の落語会「染殿寄席」を開始。
　87年　西宮市内のブティックが催したファッションショーに、元・タカラジェンヌ明日香都のコンサートをひらく
　　　　西宮アミティホールで「宮城昇バレエ団」公演を、森本由布子を中心に企画（西尾智子との共同企画）
　88年　神戸市立博物館で「シャンソンINミュージアム」の舞台監督をつとめる（麻鳥千穂・風かおる・堀郁子）
　89年　大阪サンケイホールで「シャンソンIN大阪」を企画（出口美保・峰大介・風かおる・仲井和紀）
　　　　つかしんホールで「近松シャンソン」（『心中天網島』を改作）を企画
　90年　みろくのさと国際演劇祭を総合プロデュース
　　　　（東京ヴォードヴィルショー、M・O・P、マルセ太郎、人形劇団クラルテ、上海太郎舞踏公司・・・）
　　　　つかしん童話コンクールの審査員。大阪新劇フェスティバルの審査員を始める
　91年　伊丹アイホールで「199太陽族」（現・太陽族）の『峠のわが家』を上演
　92年　MBSギャラクシーホールで、「西鶴フェスティバル」を総合プロデュース
　　　　清元の日本舞踊『小槌業平』（原案・河内厚郎）をルナホールで企画
　　　　ピッコロシアターで上海太郎舞踏公司の『国姓爺合戦』をプロデュース
　　　　原宿ラフォーレで劇団そとばこまちの『大阪弁ジャック』をプロデュース
　93年　新開場した宝塚ソリオホールで上海太郎舞踏公司の公演をプロデュース
　94年　手塚治虫記念館のオープンにあわせ、漫画家・池田理代子や手塚プロ社長の松谷孝征をソリオホールに招く
　94年　３月26日　　座談会　KANSAIにみる伝統とモダニズム（ルナホール）　
　　　　　　　　　　　　多田道太郎　杉浦日向子　川本三郎　　（司会）河内厚郎　
　　　　　　　　　　　　（関西文学　1994年12月号に掲載）
　96年　10月9日　JR福知山線を「演劇街道」に見立て、近松のまち・尼崎発　演劇列車　を走らせる　
　　　　　　　　　車内でのフォーラム　汀夏子ほか　　司会　河内厚郎
　95～97年　　　アルカイックホール・オクトで小劇場の近松劇をプロデュース
　　　　　　　　　（升毅・劇団MOTHER、押谷かおり・立身出世劇場・・・）
　97年　　兵庫現代芸術劇場（2005年に兵庫県立芸術文化センターと改名）参与に就任
　99年　　ミュージカル「ワルツが聞こえる？」　大浦みずき・草刈正雄・大原ますみ・・・を、新神戸オリエンタ　　　
　　　　　ル劇場に誘致
　　　　宝塚ベガホールでダンスリールネサンス合奏団と日本テレマン協会のジョイントコンサートをプロデュース　　　　　　　　　
　　　　宝塚映画祭の実行委員長に就任
2000年　イタリア・スポレート歌劇場のガラコンサートをアルカイックホール・オクトに誘致　　　
　　　　いずみホールで作曲家・久保洋子の新曲『おしてる』をプロデュース、能楽シテ方・赤松禎英や美術家・
　　　　森村泰昌をゲストに招きトーク（司会・河内厚郎）
2003年　２月３日　兵庫県立芸術文化センター　開館にむけてのソフト先行事業を企画　
　　　　　「日芸会館と阪神文化」　第一部　パネルディスカッション　　日芸会館・見果てぬ夢　
　　　　　　　　　　　　　　　　　上田拓司・衣川俊雄・清元延柳・藤岡英一・吉田文雀　（司会）河内厚郎　　　　　　　　　　　　　　　　　　　　
　　　　　　　　　　　　　　　　　 第二部　大蔵流狂言「夷毘沙門」（善竹隆司・善竹隆平）
　　　　　8月8日　西宮市プレラホール『阪神文化ネットワーク事業ー舞とマイムの「間」』を企画
　　　　　　　　　　いいむろなおき（マイム役者）・小川照一（地唄舞）・河内厚郎（司会）
2004年　　京都アートコンプレックスで、OSK日本歌劇団のメンバーによる歌劇を上演
　　　　　筑前琵琶（上原まり）のコンサートを湊川神社神能殿で開催（関西楽劇フェスティバル協議会「楽劇の祭　　
　　　　　典」）
2005年　12月20日「東西女流義太夫を聴く会」を企画（兵庫県立芸術文化センター・中ホール）
　　　　　　　　　　鶴澤寛治・鶴沢友路・竹本初美　ほか　　司会・河内厚郎
2006年　11月28日　酒都繚乱　狂言「鐘の音」　善竹忠一郎・善竹隆司・善竹隆平
　　　　　　　　　　新作能『くちなわ』（瀬戸内寂聴・作）　梅若六郎・上田拓司・福王和幸　　　　　　　　　　　　　　　　　　　　　　　　　　　
　　　　　　　　　　祝能「猩々乱双之舞」　大倉源次郎・山本哲也・中田弘美・竹内学
　　　　　　　　　　仕舞「船弁慶　キリ」　梅若吉之丞
　　　　　　　　　　祝能「猩々乱　双之舞」大西智久・大西礼久・福王茂十郎・佐鴻雅義・
　　　　　　　　　　　　　　　　　　　　　久田瞬一郎・上野義雄・上田哲
　　　　新春に響く能楽コンサート（兵庫県立芸術文化センター・小ホール）
　　　　　　　　　上田拓司・梅若基徳・吉井基晴・寺澤幸祐・善竹隆司・藤田六郎兵衛・
　　　　　　　　　久田瞬一郎・上野義雄・中田弘美
　　　「関西・歌舞伎を愛する会」の代表世話人に就任（～2022）、船乗り込みで挨拶する
　2007年　　1月19日　新春に響く能楽コンサート（神戸女学院小ホール）
　　　　　　歌舞伎・その美と歴史への招待　歌舞伎『恋飛脚大和往来』「新口村」を西宮アミティホールで制作　　　　　　　
　　　　　　（片岡我當・片岡進之介・上村吉弥）
　　　　　　阪急創立100周年記念「わたしと阪急」思い出エッセーコンテスト　審査員（河内厚郎・田辺聖子・宮
　　　　　　本輝）　発表10月19日
　　　　　　「栄光の車両たちと阪急の100年」（貴重な秘蔵映像を満載した永久保存版　DVD 10枚組　6時間10分）
　　　　　　　　　収録時間6時間10分　　1形から最新鋭車両9000系まで　　　阪急の全線全駅を紹介
　　　　　　　　　　　ナレーション：羽川英樹　村田好夫　　監修：山口益生　河内厚郎　　協力：阪急電鉄株式会社　
　　　　　　　　企画：河内厚郎事務所　著作・販売：株式会社ワイズプロジェクト　販売元：キープ株式会社　　　　　
2008年　　1月9日　宵えびす能　能楽新春コンサート（神戸女学院小ホール）
　　　　　2月17日　県民創作公演第4回　淡路人形浄瑠璃（阪急中ホール）
　　　　　平城遷都1300年記念事業（遷都1300年祭）公式マスコットキャラクターを選考する審査員をつとめる　
　　　　　　　　　　　　　　　　　　　　　　　　　　　　　　　　　　　　　　　　　（審査員長・絹谷幸二）　　
2009年　歌舞伎俳優・上村吉弥の会（ゲスト・玉岡かおる）　司会・河内厚郎
　　　　ジョセフ・ヒコを主人公にした歌劇『揺たう潮の咲くらばな　ジョセフ・ヒコ物語～横浜編～』を
　　　　横浜山手のゲーテ座で上演　
2010年　追手門学院のホールで新作狂言『おさか』（原案・河内厚郎）を企画
2012年　10月7日　武智鉄二生誕百年フォーラムを企画、司会・河内厚郎（吉田文雀・権藤芳一・水田かや乃）
　　　　　　　　　　　　　　　　　　　　　　　　芦屋市民センター　ルナホール
　　　　　　　　　（歌舞伎　研究と批評51　「座談会　武智鉄二を偲んで」に掲載）
　　　　クリスマス音楽の源流を訪ねて　司会・河内厚郎（ダンスリー・ルネサンス合奏団、プーリー・アナビアン、　　　　　　　　　　　　　　　　　
　　　　Happy　Twins　ほか）
2013年　ラストエンペラー溥儀の姪・福永嫮生を芦屋市民センターのトークに招く
　　　　いずみホールで、バッハ研究家・礒山雅と対談
　　　　能『呉服』を、映像を用いてプロデュース
　　　　追手門大学の協力で「細川ガラシャ生誕450年」の義太夫・地唄舞の会
　　　「能楽×文楽」の船弁慶を創作
　　　『女紋』の作者・池田蘭子の遺族を招いたトークと講談
　　　手塚治虫の漫画を原作にした新作狂言『老人と木』を上演（兵庫県立芸術文化センター・小ホール）
　　　茨木伝統芸能フェスティバルの代表に就任
　　　神戸夙川学院大学観光学科の学生たちによるファッションショーを企画（ルナ・ホール）
2015年　3月10日（火）「文楽の将来を考えるフォーラム」　　（追手門学院大阪城スクエア）　
　　　　　　　　　　　　　出演　権藤芳一・橋爪節也・阪口弘之・後藤静夫・笠谷和比古・河内厚郎　　　　　　　　　　　　　　　　　　　　　　　　　　　
　　　　　　　　　　　　（歌舞伎　研究と批評56　「座談会　文楽の将来を考えるフォーラム」　に掲載）
　　　　7月4日（土）　大阪・山本能楽堂で、ジャポニスム振興会「大阪再発見事業」　
　　　　　　　　　　　大坂のこころと蓮如の救いー世阿弥が蓮如に出逢っていたら―　狂言とお話：善竹隆司　
　　　　　　　　　　　　　　　　　　　　　　　　　　　　　　　　　　　筝（琴）演奏：大谷祥子　
　　　　　　　　　　　　　　　　　　　ナビゲーター：河内厚郎　曲目：黒髪、石山本願寺夢の舞　他　
2016年　大阪・山本能楽堂で関西広域連合主催の「伝統×空想×技術」―革新してゆく関西文化―　で講演
2017年　川井郁子ヴァイオリンコンサートをルナ・ホールで開催
　　　　詩人・谷川俊太郎の朗読会を催す（ルナ・ホール）
　　　　創作アニメ映画による「ティアフル映画祭」を催す
　　　　まちあるき＆講座【全3回】　ブラ・カブキ　「歌舞伎を育んだまち・中央区」を大阪市島之内中央会館で開催　　
　　　　佐渡裕の指揮するスーパーキッズオーケストラを芦屋ルナ・ホールでプロデュース

2018～2019年　
　佐久間良子・桂米團治と『細雪』をめぐるトークショーを司会（ルナ・ホール）
　東京・銀座の観世能楽堂で、関西広域連合主催、はなやか関西「文化の道」フォーラムをコーディネイト
2020年　有楽町朝日ホールで、はなやか関西「文化の道」フォーラムをコーディネイト、講演する
2021年　河内厚郎・作『清盛伝』を、梅若基徳・善竹隆司・善竹隆平で、朗読劇 （ルナ・ホール）
2024年　日本舞踊とフランスのマイムの違いと共通点を解き明かす　『舞とマイムの間』　を企画
　　　　　第一部　パントマイム『it's ショータイム！』　
　　　　　第二部　清元　『梅川』　　創作舞踊　『味遊辞歌瑠　芝浜（落語　芝浜より）』
　　　　　　いいむろなおき・清元延柳・花柳寛十郎ほか　　兵庫県芸術文化センター・神戸女学院小ホール
テレビ・ラジオ出演
　NHK「きんき紀行」　　　清流に映すモダンの影　　西宮市夙川　1987年10月　レポーター
　　　ちょっといい旅　　　ハイカラ神戸・元町　　1989年2月　レポーター
　NHKラジオ　「土曜サロン」　　　　　1989年11月～1990年３月　対談　
　劇場中継　　「近松座『堀川波鼓』」　　舞台中継の解説　1990年
　　　　　　　　　　　　　　　　　　　　（出演）　中村扇雀　中村富十郎
　NHK　「芸能トピックス」　　新生松竹新喜劇　1990年11月16日　　　レポーター
　NHKラジオ第一放送　　　「新聞を読んで」1989年～1992年　　解説　　　
　NHK　「イブニングネットワーク」　「三代目鴈治郎襲名」1991年1月24日　レポーター
　　　（’89～92）　　　　　　　　　　新生松竹新喜劇
　　　　　　　　　　　　　　　　　　　大阪の顔（初代鴈治郎・藤山寛美、片岡孝夫・藤田まこと・・・）
　　　　　　　　　　　　　　　　　　　古典芸能のトレンド（大倉源次郎・・・）
　関西テレビ　「OSAKA咲かそ　人・街・夢」　　コメンテーター
　　　　　　　（司会）　立原啓裕　　　　　　　　　1990年10月～1992年3月
　テレビ大阪   「ラブリー大阪　文学碑散歩」　　　1991年4月6日
　NHK教育テレビ　　現代ジャーナル「よみがえる近松」　91年5月16日　　解説　　自作詩「ヒトガタ抄」　
　NHK　　　　　　　　サンデーわいどきんき　　「メセナ」　91年7月7日
　テレビ大阪　　　　　まいどワイド　　　　「文学による町おこし」91年8月23日
　NHK教育　　　　　　　　　　　　　　　　大阪21世紀協会　シンポジウム　　92年
　　　　　　　　　　　　　　　　　パネリスト（山崎正和、茂木敏充、鳴海邦碩、佐伯順子・・）
　NHK　　　　　　　　おはようサンデーきんき　「今、西鶴を再確認」　　　93年7月4日
　テレビ大阪　　　　　Newsほっとライン　　「本音でトーク　いま、西鶴が面白い！！」　
　　　　　　　　　　　　　　　　　　　　　　　　　　　　　　　　　　　　　93年9月7日
　NHK　　　　　　　　おはようサンデーきんき　　「大阪学ってなんやねん」　93年9月17日　
　朝日放送　　　　　甦る鉄路　全線復旧にかけた500時間　　1995年　レポーター・コメンテーター　　　　　　　　　　　　　　　　
　朝日放送　　　　　おはようコール　　　　５時45分～7時　　1995年10月～1997年３月
　　　　　　　　　　　　　　　　新聞解説　　（アナウンサー）　村田好夫　　　　　　
　NHK　　　　　　「道頓堀に歌舞伎が帰ってきた 」　1997年3月20日 　ゲスト
　NHK　　　　　　「御堂筋パレード」　1997年10月20日　ゲスト
　NHK　　　　　　　　「ニュースパーク関西」　　18時～19時　　1998年４月～2000年３月
　　　　　　　　　　　　　　　　　コメンテーター　　　　　　（アナウンサー）黒崎めぐみ　　
　サンテレビ　　　　　「神戸新聞ジャーナル（宝塚映画祭）」　2000年6月25日　
　　　　　　　　　　　　　　　　　コメンテーター　　　　　（神戸新聞解説委員　小林由佳）
　サンテレビ　　　「ひょうごフリートーク」　都市文化の創造　阪神モダニズム
　　　　　　　　　　　　　　　　コメンテーター　　井野瀬久美惠　小泉一十三　三宅正弘・・・
　NHK　　　　　　　「4時です　上方倶楽部」　2003年4月～2005年3月　舞台　解説
　　　　　　　　　　　　　　2003年　上撰＝舞台　　2004年　河内厚郎のおすすめステージ
　　　　　　　　　　　　　　　　　　　　　　　葛西聖司　　　浜田千春　　　アンミカ
　NHK　　　　　　　「ぐるっと関西　おひるまえ」　関西洋楽のふるさとー深江文化村ー　
　　　　　　　　　　　　　　2004年5月25日　　コメンテーター
　ラジオ大阪　　　　「辻説法」　2006年　深夜　2時～4時半　　　　司会　
　　　　　　　　　　　　　　　　　　（アナウンサー）　伏見昌子　　　（コメンテーター）辻恵　
　NHKラジオ　　　　「ゆく年くる年」　2000年0時～5時　　
　　　　　　　　　　　　　　進行役　　　（ゲスト　永田雅一、宮本亜門、久保洋子・・・）　　　　　　
　KBS京都　　　　　「どうする京都21」　2006年10・11月はゲストスピーカー
　　　　　　　　　　　　　　　　　　　　　2007年1～3月は、司会（アシスタント伏見昌子）
　MBS　　　　　　【密着！襲名への道　平成のがんじろはん　お披露目ＳＰ～智笑繋浪花暖魂～】
　　　　　　　　　　　　　　　1月10日(土) 午後 2:00 ～ 3:30
　読売テレビ　　「ミヤネ屋」　　市川染五郎転落事故　　解説　　2012年8月29日　
　BSフジ　　　　全国百線鉄道の旅2時間スペシャル　世界遺産エクスプレス
　　　　　　　　　　　　　　　　近鉄奈良から山陽姫路　　紀行レポーター　　2015年7月19日　
　Baycom 　　東京不動産　　　ブランズ夕陽丘ザ・テラス　　　　　　2018年3月　　
　フジテレビ　「Mｒ．サンデー」　　猿之助事件　　　コメンテーター　　　2023年7月2日
　読売テレビ　「す・またん、ZIP」　猿之助事件　　コメント　　2023年7月19日　　　　　　　　　　　　

## 著作

### 単著
- 『街は劇場』（関西書院、1990年）
- 『関西弁探検―河内厚郎対談集』（東方出版、1993年）
- 『手塚治虫のふるさと・宝塚』（神戸新聞総合出版センター、1996年）
- 『もうひとつの文士録―阪神の風土と芸術』（沖積舎、2001年）
- 『わたしの風姿花伝』（沖積舎、2006年）
- 『淀川ものがたり』（廣済堂出版、2007年）
- 『阪神間近代文学論　柔らかい個人主義の系譜』関西学院大学出版部、2015年

### 編著
- 『阪神学事始』（神戸新聞総合出版センター、1994年）
- 『神戸からの伝言―瓦礫に響いたバッハ』（東方出版、1996年）
- 『大阪と海―二千年の歴史』（東方出版、1997年）

### 共編著
- （米山俊直）『天神祭―水の都・千年の祭』（東方出版、1994年）

### 共著
- （多田道太郎・毎日新聞未来探検隊）『阪神観―「間」の文化快楽』（東方出版、1993年）
- （朝日新聞社編）『おおさか百景 いま むかし』（東方出版、1997年）
- （有栖川有栖）『大阪探偵団』（沖積舎、2008年）
- （追手門学院）『上町学　再出発・古都大阪』（産経新聞出版、2011年）
- （追手門学院）『上町学を創造する　よみがえる古都おおさか』（追手門学院大学出版会、2015年）
- （サントリー不易流行研究所）ＮＨＫブックス『都市のたくらみ・都市の愉しみ 　文化装置を考える』
- 『興行とパトロン』（神山彰・編　近代日本演劇の記憶と文化）「京阪神のパトロン」（森話社）
- 序文・冒頭詩・編集コーディネイト『大阪海想録　海から見つめる大阪　二千年の歴史と未来』
- 論文「鉄道沿線における郊外住宅地の開発と地域イメージの形成

　　　　　　　　　―　阪急沿線の郊外住宅地開発と生活文化に着目して　―」　土井 勉・ 河内 厚郎　

### 解説
- 『幻坂』有栖川有栖（角川文庫）　解説　河内厚郎

## 受賞
- 1990年　読売賞
- 1991年 咲くやこの花賞
- 宝塚市市民文化賞
- 兵庫県文化賞
- 西宮市市民文化賞
- 「水と芸能とヒルコ」」（西宮神社：「えびす懸賞論文」最優秀論文賞）
- 関西文学選奨

## 連載
・「関西文学」　文化の焦点　（1985 ～ 1992）
・朝日新聞　潮流センサー　（1988）
・日本経済新聞　urban ナウ　舞台　（1991 ～ 1997)　
・産経新聞（1993）　「あすへ」近松門左衛門　「人の世」を知りつくした71年　満足して自然の懐へ
・朝日新聞日曜版「ハーフミラー」　
　　①トレンディドラマ（10月4日）　②都市の風景（10月11日）　③演劇街道（10月18日）
　　④村上春樹と中上健次（10月25日）
・アステイオン　文化時評　（1994 ～ 1998)
・日経新聞（1994年10月）　「日本の四十代」　虚業疾走「場の文化」織りなす
・産経新聞　（1995　6月8日）　大阪純情詩集70　「ヒトガタ抄」
・サンデー毎日　編著『神戸からの伝言』1995年（3月5日～8月13日）　河内厚郎・伍芳・坂本廣子・吉田文雀・
　　　　　　　　　　　　　　　　　　　　　　　　　　　延原武春・ダリアアナビアン・佐藤友美子・吉田順一・・・
　　　　　　　　　　　　　　　　　　　　　　　　　（『神戸からの伝言―瓦礫に響いたバッハ』（東方出版）で書籍化）
・日本経済新聞　（1996年7月6日、夕刊）　新たな「文化回廊」出現　東西線の開通で実現　10月に演劇列車も　
・時事通信　上方芸能地図　（1996 ～ 2000)
・The Ikenobo  ざ・いけのぼう　「私の風姿花伝」（1999 ～ 2004）
・直通特急を運行する阪神電気鉄道・山陽電気鉄道沿線フリーペーパー「SEASIDE EXPRESS」
　　　　　　　　　　　　　　　　　　　　　　　　　　　　　　　（1999 ～ 2005 春・夏・秋・冬）
・朝日新聞　　　　北京だより　日中国交回復40周年に寄せて（2002）
・環（藤原書店）　 　vol.9　　　2002　Spring　＜座談会＞大阪のグランドデザイン　
　　　　　　　　　大谷晃一・塩沢由典・橋爪紳也・杉原達・（コーディネーター）河内厚郎　　　
・環（藤原書店）　　 vol.17　　　2004　Spring　大阪環状線ーー”裸の信仰が生きる地”　
・朝日新聞　　　　４代目井上八千代　追悼文（2004）
・共同通信　　　　中島らも　追悼文（2004）
・南海電鉄創業120周年記念冊子　山中諄社長と河内厚郎の対談（2005）
・朝日新聞（大阪府下版）　街は舞台　（2005年4月～12月
・「歌劇」宝塚歌劇　バウホール公演評（2005 ～ 2006）
・阪急創立100周年記念「わたしと阪急」思い出エッセーコンテスト（2007）審査員　田辺聖子・宮本輝・河内厚郎
・詩マガジン「PO」　　舞台・演劇・シアター（2005 ～ 2021）
・「私の確言」毎日新聞（2006～2009）　リレーエッセイ　
・時事通信　書評　2004 ～
　　 　　　　（2025）「当事者の記憶を掘り起こす」『1945　最後の秘密』（三浦英之著、集英社）
　　　　　　　　　　「日本文化を培った共存関係」　
　　　　　　　　　　　『近世の朝廷と武家政権　織豊期から幕末維新期まで』　（笠谷和比古・著、ミネルヴァ書房）　　　　　　　　　　　　　　　　　　　　　　　　　　　　　　　　　　　　　　　　　　　　　　　　　　　　　　　　
　　　　　　　　　　「大阪像の変遷、丹念に」　『河内と船場』（山本昭宏編著、ミネルヴァ書房）
　　　　　  （2024）「閉じられた空間のドラマ」『耳に棲むもの』（小川洋子著、講談社）
　　　　　　　　　　「評価されるべき十代目」『空白の團十郎』（中村雅之著、筑摩書房）
　　　　　　　　　　「球団の知られざる逸話」『虎の血　阪神タイガース、謎の老人監督』（村瀬秀信著、集英社）
　　　　　　（2023）　「東京中心の文化史観に挑戦」『昭和ブギウギ』（輪島裕介著、NHK出版新書）
　　　　　　　　　　「元トラ番記者が語る実状」　『阪神タイガースはなんで優勝でけへんのや？』
　　　　　　　　　　　　　　　　　　　　　　　　　　　　　　　（喜瀬雅則著、光文社新書）
　　　　　　（2022）　「華やかな空間　周辺の存在」『掌に眠る』（小川洋子著、集英社）
　　　　　　　　　　「自作を読み解き人生振り返る」『私解説』（瀬戸内寂聴著、新潮社）
　　　　　　　　　　「移りゆく時代の記録」「『それから』の大阪」（スズキナオ著、集英社新書）
　　　　　　（2021）　「日本人、外国人の間の心情」『鴨川ランナー』（グレゴリー・ケズナジャット著、講談社）
　　　　　　　　　　「物語性帯びるエッセー」『大阪』（岸 政彦・柴崎 友香著、河出書房新社）
　　　　　　　　　　・・・・・・・・・・・・・・・・・・・・・・・・・・・・・・
・毎日新聞　　私の確言
・毎日新聞　　「西鶴流 町人魂を貫き    藤本義一さんを悼む」（2012年11月8日）　
・朝日新聞　　　　大谷晃一　追悼文（2014）
・PiPiめ～る    宝塚文化回廊  (2010 ～ 2019)
・近畿建設協会発行「水が語るもの」　水と文学　連載（2015 ～　）　年2回　発行
　　｢水辺が育む物語｣（第10号）､｢水が演出する「ハレ」空間｣（第11号）､｢文化遺産としての溜池｣（第12号）､
　　｢淀川、近世舟運の檜舞台として｣（第13号）､｢水辺のミューズ｣（第14号）、
　　「水面に吹く強風　六甲おろし、比良おろし」（第15号）、「歴史と名作の舞台　紀の川、吉野川」（第16号）、
　　「歴史の谺を縫って流れる木津川」（第17号）、「水と芸能とヒルコ神」（第18号）、
　　「流転する水都大阪の文学」（第19号）、「水分れ街道をゆく」（第20号）、「河川に縁のある劇場文化」（第21号）、
　　「幻の摂津京」（第22号）、「シャンソンに歌われた河川」（第23号）、「近江のうみと茅渟のうみ」（第24号）、
　　「浦島伝説の今昔」（第25号）、「作者の氏神、近松門左衛門の生涯」（第26号）、「染織の故地を訪ねて」（第27号）、
　　「空海の風景」（第28号）、「水辺とミステリー文学」（第29号）、「芝居町に夏を呼ぶ、歌舞伎の船乗り込み」（第30号）　　　
・潮　（2016年8月号）　　　「中村雀右衛門にまつわる話」
・毎日新聞「河内厚郎の文化回廊」（2016年 ～ 2025年3月）
・全著作　森繁久彌コレクション（藤原書店）　月報3　第3巻　（第3回配本）　　
　　　　　　　　自然体の演技を育てた阪神の空気　　　2020年2月　
・潮　（2021年3月号）　特集「大阪」　文化・芸術の力を大阪から発信。　　